# Léon Jeannot
Léon Jeannot  est un réalisateur polonais (né sous le nom de Lejbele Katz le 9 mai 1908 à Varsovie, mort le 21 juin 1997  dans la même ville).

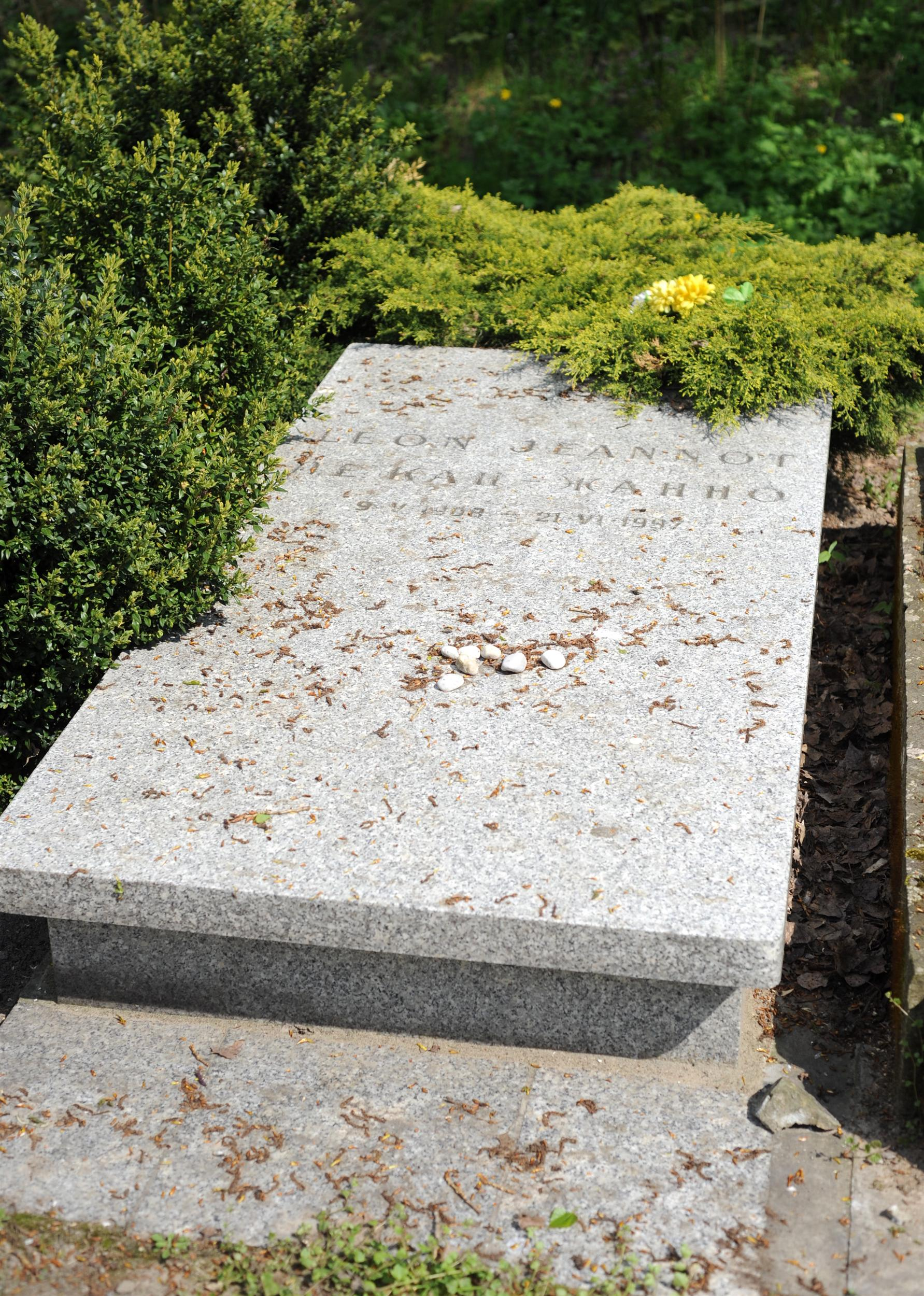
La tombe de Léon Jeannot au cimetière juif de Varsovie

## Biographie
Né à Varsovie dans une famille juive, il fait d'abord des études de chimie à l'Université de Varsovie. 
Ses débuts cinématographiques sont comme assistant du réalisateur Henryk Szaro pour ses films Na Sybir et Cœurs ardents (Rok 1914).
Il réalise ensuite des courts-métrages et des films documentaires et fournit des films d'actualité à la MGM.
Après le déclenchement de la Seconde Guerre mondiale, il fuit en Union soviétique, où il travaille jusqu'en 1956 notamment comme réalisateur de doublage de films. 
En 1957, avec son épouse l'actrice Yanina Jeïmo, il regagne définitivement Varsovie.
En 1996, il reçoit en reconnaissance des services rendus à la capitale le Prix de la Ville de Varsovie.
Il est enterré au cimetière juif de Varsovie.

## Filmographie

### Comme réalisateur
- 1935 : Walczymy z powodzią (Luttons contre l'inondation)
- 1937 : Weseli biedacy (Frejliche Kabconim) (pl) (en yiddish)[1] (Heureux les pauvres)
- 1963 : Kryptonim Nektar (pl) (Nom de code : Nectar)
- 1966 : Boomerang
- 1968 : Człowiek z M-3 (pl) (L'homme de l'appartement F3)
- 1971 : Beczka Amontillado (pl) (en français : « La Barrique d'amontillado ») avec Bolesław Michałek (pl)[2]
- 1971 : Beczka Amontillado (pl) (en français : « La Barrique d'amontillado ») avec Bolesław Michałek (pl)[2]
- 1975 : Zawiłości uczuć (Les complexités des sentiments)

### Comme scénariste
- 1963 : Kryptonim Nektar (pl)
- 1966 : Boomerang
- 1968 : Człowiek z M-3 (pl)
- 1971 : Beczka Amontillado (pl) (en français : « La Barrique d'amontillado ») d'après La Barrique d'amontillado d'Edgar Allan Poe[2]
- 1975 : Zawiłości uczuć